# ديكسي بي. وايت
ديكسي بي. وايت (بالإنجليزية: Dixie B. White)‏ هو مدير فني أمريكي، ولد في 7 فبراير 1917 في لوبوك في الولايات المتحدة، وتوفي في 24 أكتوبر 1990 في مونرو في الولايات المتحدة.